# Diecéze Saint-Flour
Diecéze Saint-Flour (lat. Dioecesis Sancti Flori, franc. Diocèse de Saint-Flour) je francouzská římskokatolická diecéze. Leží na území departementu Cantal, jehož hranice kopíruje. Diecéze byla založena 20. února 1317 papežem Janem XXII., vydělením území z tehdejší diecéze, dnešní arcidiecéze Clermont. Sídelním městem diecézního biskupa je Saint-Flour, kde se nachází i Katedrála sv. Petra a sv. Floura (franc. Cathédrale Saint-Pierre-et-Saint-Flour de Saint-Flour). Do roku 2002 byla diecéze Saint-Flour sufragánní diecézí arcidiecéze Bourges, po roce 2002 se stala sufragánem arcidiecéze Clermont.
Současným biskupem je od března 2006 Bruno Grua.

## Historie

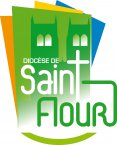
Dnes užívané logo diecéze

Svatý Florus (Flour), biskup z dnes již zaniklé diecéze Lodève, evangelizoval Horní Auvergne; po něm byla diecéze pojmenována. Papež Jan XXII. oddělil Horní Auvergne z diecéze Clermont a vytvořil 20. února 1317 novou diecézi. Podle konkordátu z roku 1801 byly hranice upraveny tak, aby se shodovaly se státním departementem Cantal.